# Muskelspole
Muskelspole är ett sinnesorgan som finns i skelettmuskulatur. Muskelspolarna har främst två syften. Dels låter de dig känna av när muskelns längd förändras, dels används de för att känna av vilken belastning en muskel utsätts för. Muskelspolarna ligger insprängda mellan de vanliga muskelcellerna och består av fyra till tolv specialiserade små muskelceller som kallas intrafusala fibrer, omslutna av en kapsel. 
Muskelspolar är en mycket viktig del i balansen och ger dig den information du behöver för att veta åt vilket håll du pekar, även om du har ögonen stängda. 